# Автоматический планетоход для экстремальных сред

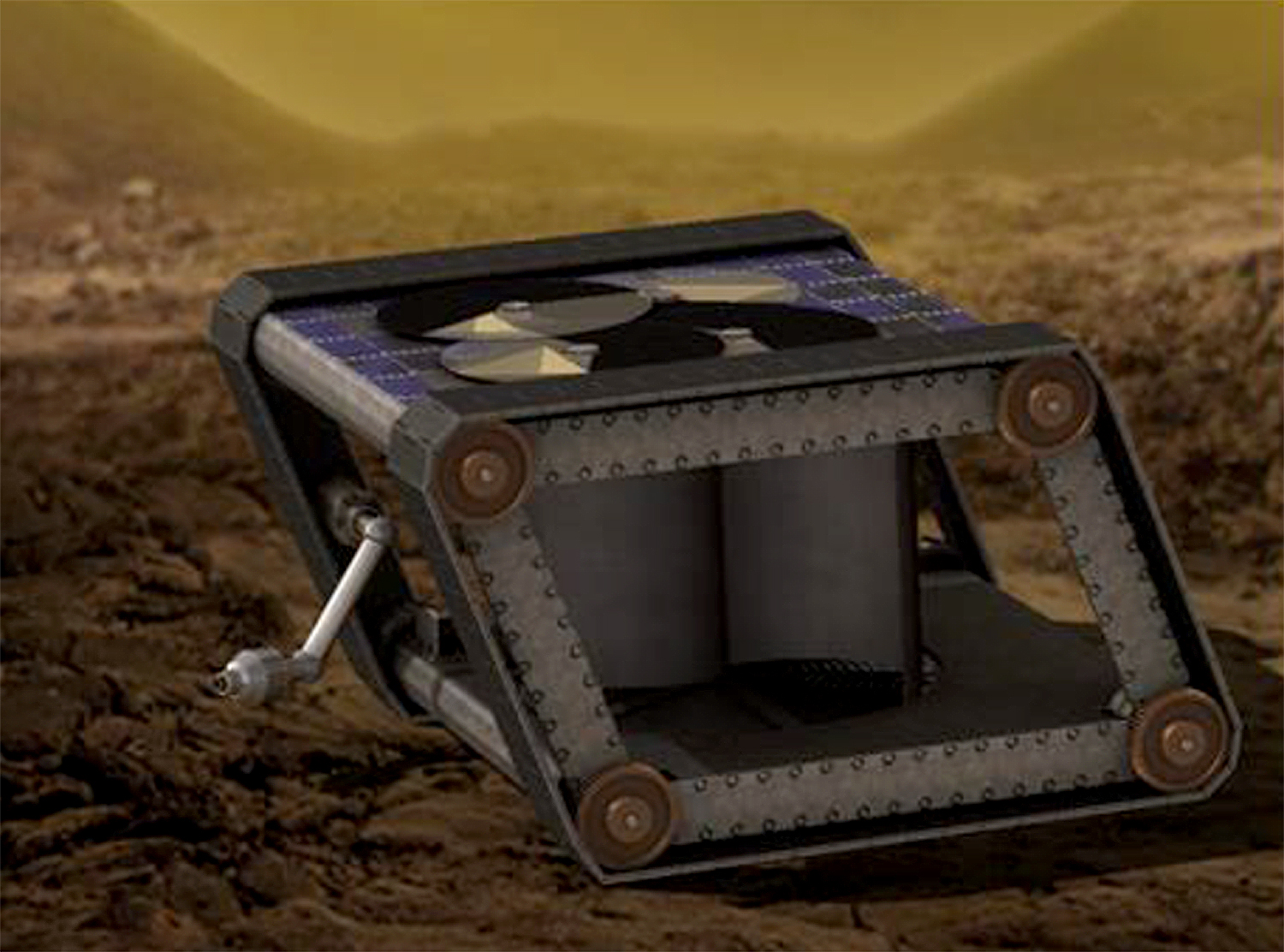
AREE на поверхности Венеры в представлении художника. Ветрогенератор расположен внутри рамы венерохода

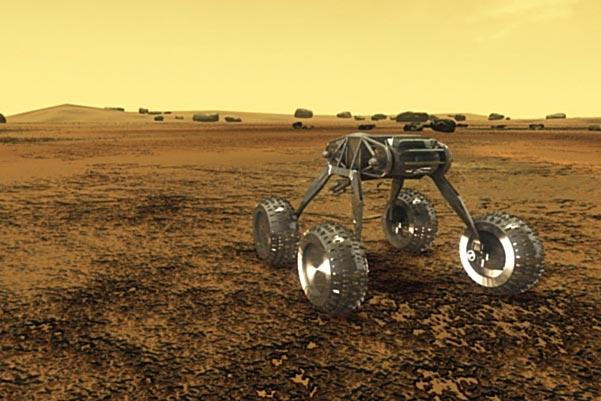
Ранний дизайн венерохода

Автоматический планетоход для экстремальных сред (англ. Automaton Rover for Extreme Environments, AREE) — проектируемый институтом НАСА NIAC планетоход, способный работать на поверхности Венеры под управлением механического компьютера, работающего от ветрогенератора.
Суровые условия поверхности Венеры (давление 92 атмосферы, температура 464 °C) не позволяют работать на ней хоть сколько-то длительное время обычной электронике. Разрабатываемый для Венеры планетоход сможет также работать и на жарком Меркурии, и на холодных спутниках Юпитера Европе и Ио, где высокая радиация также препятствует работе обычной электроники. Сможет он применяться и в условиях высокой радиации или жары от лавовых потоков на Земле.

## История проекта
Проект венерохода был предложен Джонатаном Саудером из Лаборатории реактивного движения в 2015 году. В 2016 году он получил финансирование первой фазы по программе НАСА «Инновационные продвинутые концепции» (англ. Innovative Advanced Concepts program) и второй фазы в 2017—2018 годы.

## Облик вездехода
Сначала команда Лаборатории реактивного движения планировала создать полностью механический планетоход, однако вскоре выяснила, что это непрактично по сравнению с электромеханическим гибридом.
Уникальная особенность AREE — механические аналоговые компьютеры вместо электронных цифровых (как на других планетоходах), неспособных выдерживать венерианские условия. Вместо одного главного управляющего компьютера, планетоход будет управляться набором простых, одноцелевых устройств, распределённых по его корпусу. Планетоход будет оснащён чисто механическими датчиками: температуры, скорости ветра, давления, сейсмической активности, и даже химический состав образцов будет измеряться механическими устройствами.
Обеспечивать питание венероходу будет, в основном, ветряная турбина Савониуса. Она будет иметь прямой привод к колёсам и запасать энергию в источнике из композитных материалов. Возможно, ровер будет оснащён и термостойкими солнечными панелями: для резерва и для питания электрических научных инструментов.
Самой большой сложностью для AREE является задача связи с Землёй. Исследуется несколько вариантов, включая высокотермостойкий транспондер, радары-ретрорефлекторы и запись данных на устройство типа фонографа, которое потом будет поднято на большую высоту дроном с водородным баллоном.

## Место посадки
Для посадки AREE предложена площадка около горы Секмет (44°30′ с. ш. 240°30′ в. д. / 44,5° с. ш. 240,5° в. д.). Это место находится вне зон выброса всех ударных кратеров Венеры, что позволит венероходу без помех изучать вулканическую геологию Венеры. От места посадки он отправится на северо-восток, пересекая потоки лавы и исследуя их образцы. Место посадки расположено рядом с тессерой Сопдет, исследованием которой его миссия может и завершиться.